# Varita mágica

Varita mágica del mago ilusionista.

Se conoce como varita mágica a un objeto empleado en el ilusionismo. Es liso y de una longitud aproximada a los 39 centímetros. Es cilíndrico, hueco y de diámetro pequeño. Su color principal es negro y tiene uno o ambos extremos blancos.
La varita mágica supuestamente tiene poderes para transformar, aparecer y desaparecer cosas. Es utilizada por los ilusionistas en algunos trucos de magia por las características que tiene.

## Usos

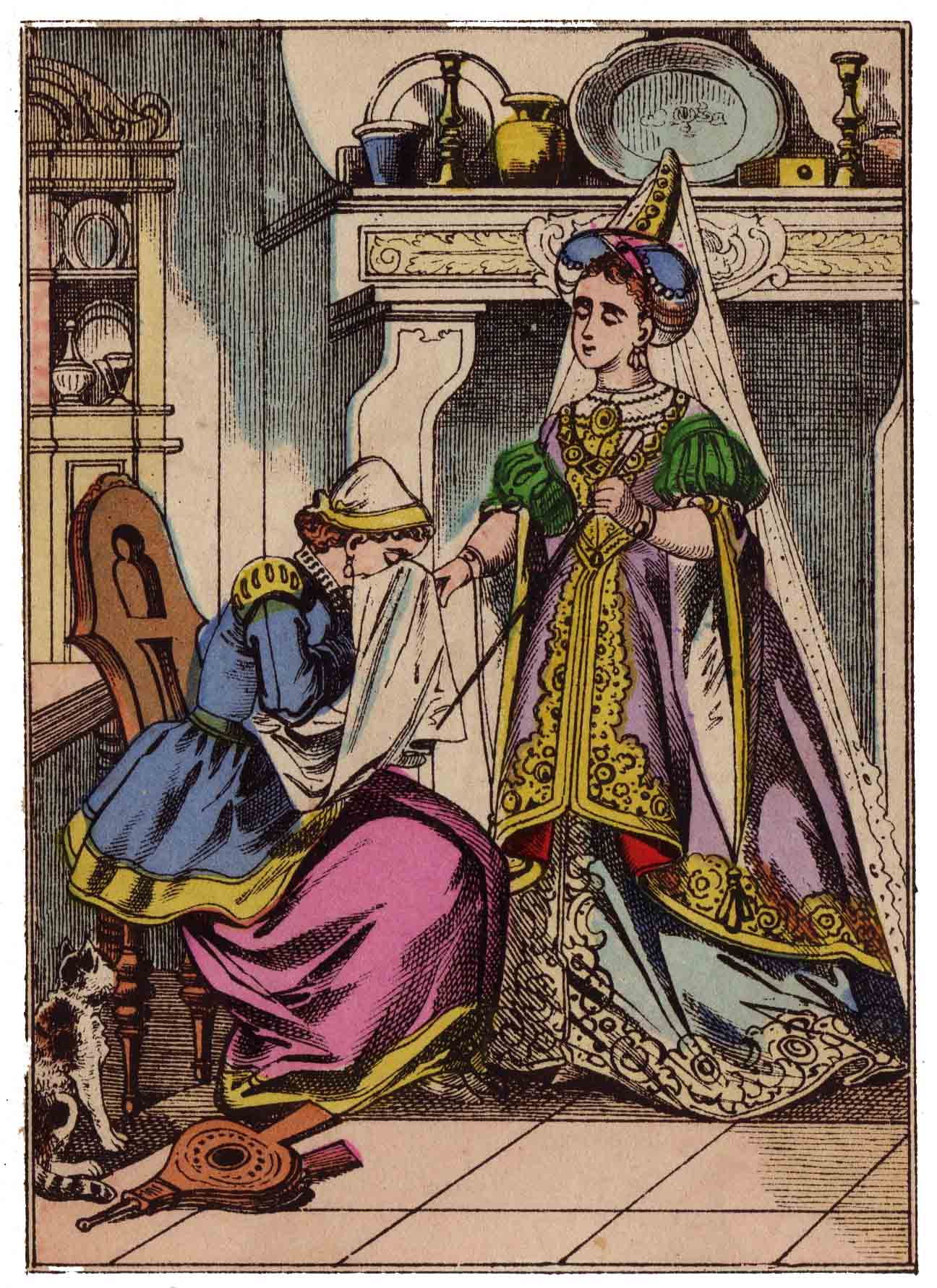
Ilustración del del cuento Cenicienta.
El hada lleva una varita mágica.

En literatura de fantasía y cuentos infantiles, así como en la cultura popular de algunos países, la varita mágica se presenta como un objeto versátil e ilimitado que es empleado por algún ser o personaje. Películas, series animadas, e incluso iconos computacionales y videojuegos han hecho uso de alguna representación de la varita mágica.
Otra expresión gramatical utilizada en la literatura es para simbolizar que una persona es especial, está bendecida o posee una virtud extrema. Por ej.: "Edgar Pereyra está tocado con la varita."
- Hadas. Algunas hadas tienen y usan varitas mágicas. Entre ellas se encuentran el hada madrina, Campanilla e incluso Wanda (y muchos de los personajes similares en la serie de los padrinos mágicos).
- Mitología. Puu Ōō; Giganta;
- Videojuegos. Super Mario Bros. 3; Tibia; Kirby; Okami.
- Televisión. Señorita Cometa; Sailor Moon; Zero no Tsukaima
- Películas. Willow; Harry Potter; Epic Movie.
- Computación. Edición de imágenes; GIMP.
- Shinto. Gohei; Ōnusa.

### Harry Potter
- Anexo:Objetos mágicos en Harry Potter
- Ollivander
- Lily Potter
- James Potter

### Videojuegos
- Bust a Groove 2

### Deportes
- Historia de la NBA

### Otros
- Imation